# Болотница (Витебская область)
Болотница (бел. Балотніца) — деревня в Городокском районе Витебской области Белоруссии. Входит в состав Езерищенского сельсовета. Находится в 5 верстах к северу от деревни Рудня.